# 청도 덕사 영산전 석조여래삼존상 및 십육나한상
청도 덕사 영산전 석조여래삼존상 및 십육나한상(淸道 德寺 靈山殿 石造如來三尊像 및 十六羅漢像)은 대한민국 경상북도 청도군 화양읍 소라리, 덕사에 있는 조선시대의 불상이다. 2007년 4월 30일 경상북도의 유형문화재 제399호로 지정되었다.

## 개요
덕사의 창건은 신라말 고려초라고 전해지나 문헌이나 고증이 없어 상세한 사실은 알 길이 없고 현재의 덕사가 세워진 것은 조선 선조 년간이다. 청도군수로 부임한 황응규가 1576년(선조9)에 走狗山의 산세는 풍수지리학상 개가 달아나는 형상이라 하여 달아나는 개를 떡을 주어 머물게 하기 위해 절을 짓고 “떡절”, 한자로는 “餠寺”라고 표기하였으나 후에 변화되어 德寺로 부르게 되었다고 한다.
영산전에는 석가불, 미륵보살, 제화갈라보살 등 삼존불을 중심으로 16나한상과 2구의 신장상 등 총 21구가 좌우로 배열되어있다. 석가삼존불은 상태가 양호하나 나한상 중 3구는 신체에 균열이 있으며 1구는 최근에 석고로 제작되어 지정에서 제외되었다. 석가삼존불은 근래 개금하였고 나한상 역시 改彩하였다. 석가불은 항마촉지인을 하였으며 寶冠을 쓴 협시보살인 미륵과 제화갈라보살은 한 손은 손등을 위로하여 무릎 위에 두고, 한 손은 반대방향으로 두고 있으며 미륵보살은 연봉오리를 들고 있다. 16나한상 중 가섭존자와 아난존자만 두 손을 모은 입상이며, 나머지 나한은 사자, 죽비, 호랑이, 새, 염주, 붓, 연꽃, 경전 등을 지니고 있다. 이러한 나한상들은 입상, 좌상 등 제각기 특징적인 모습이다.
불상에서 나온 발원문을 통해 1678년의 조성연도와 제작자가 수두화상 승호(勝湖)임이 밝혀졌고 像의 尊名, 시주자들을 알 수 있었다. 또한 복장품으로 발원문(종이. 46×52)과 함께 묘법연화경 2책이 확인되어 함께 문화재로 지정되었다.
연기문에 따르면 이 불상들은 원래 청도 서면의 華岳山 天柱寺에 봉안되었던 것이였는데, 언제 덕사로 옮겨졌는지는 알 수 없다.

## 같이 보기
- 덕사

## 참고 자료
- 청도 덕사 영산전 석조여래삼존상 및 십육나한상 - 국가유산청 국가유산포털